# Alfred Kubin

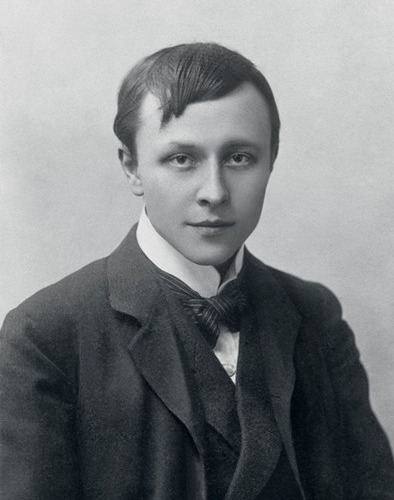
Alfred Kubin 1904; foto door Nicola Perscheid.

Alfred Leopold Isidor Kubin (Litoměřice, 10 april 1877 – Wernstein am Inn, 20 augustus 1959) was een Oostenrijks graficus, boekillustrator en schrijver.

## Levensloop
Kubin werd geboren in Bohemen, dat toen nog behoorde tot de Oostenrijks-Hongaarse Dubbelmonarchie. Zijn vader was landmeter-cartograaf in dit uitgestrekte rijk en was daarom soms jaren onafgebroken van huis weg, waardoor Alfred een sterk eenzijdige band cultiveerde met zijn moeder. Toen Alfred nauwelijks tien jaar oud was, overleed zij. Zijn vader hertrouwde met haar zuster, die een jaar later op haar beurt stierf. Als elfjarige werd Alfred seksueel misbruikt door een oudere vrouw. Al die jeugdtrauma’s zouden hem diep tekenen en later mede de inhoud van zijn oeuvre bepalen.
In 1892 werd hij naar een oom gestuurd die landschapsfotograaf was in Klagenfurt om er het vak te leren. Hij liep er in 1896 weg, om een zelfmoordpoging te doen op het graf van zijn moeder. Zijn inlijving aan de Militaire Academie eindigde kort daarop met een zware zenuwinzinking.
Hij had talent voor tekenen en studeerde in München, eerst aan een privé-academie en later aan de Academie der Bildenden Künste, maar hij zou meer leren uit zijn bezoeken aan de Alte Pinakothek en aan de Staatliche Graphische Sammlung, waar hij de etsen van Max Klinger ontdekte en verder ook het oeuvre van Francisco de Goya, Félicien Rops, Odilon Redon, Henry de Groux, Aubrey Beardsley, Edvard Munch en James Ensor, allemaal kunstenaars die grote invloed zouden uitoefenen op de inhoud en de techniek van zijn eigen werk. De lectuur van filosofen als Arthur Schopenhauer en Friedrich Nietzsche versterkten zijn pessimistisch wereldbeeld.
Hij specialiseerde zich in gewassen tekeningen met pen en inkt, waarbij hij met een spattechniek de aquatinttechniek van Goya navolgde, en met dramatische effecten van clair-obscur. Zijn onderwerpen waren zijn angsten en zijn kwellingen, zijn seksuele obsessies, zijn macabere nachtmerries en zijn trauma’s.

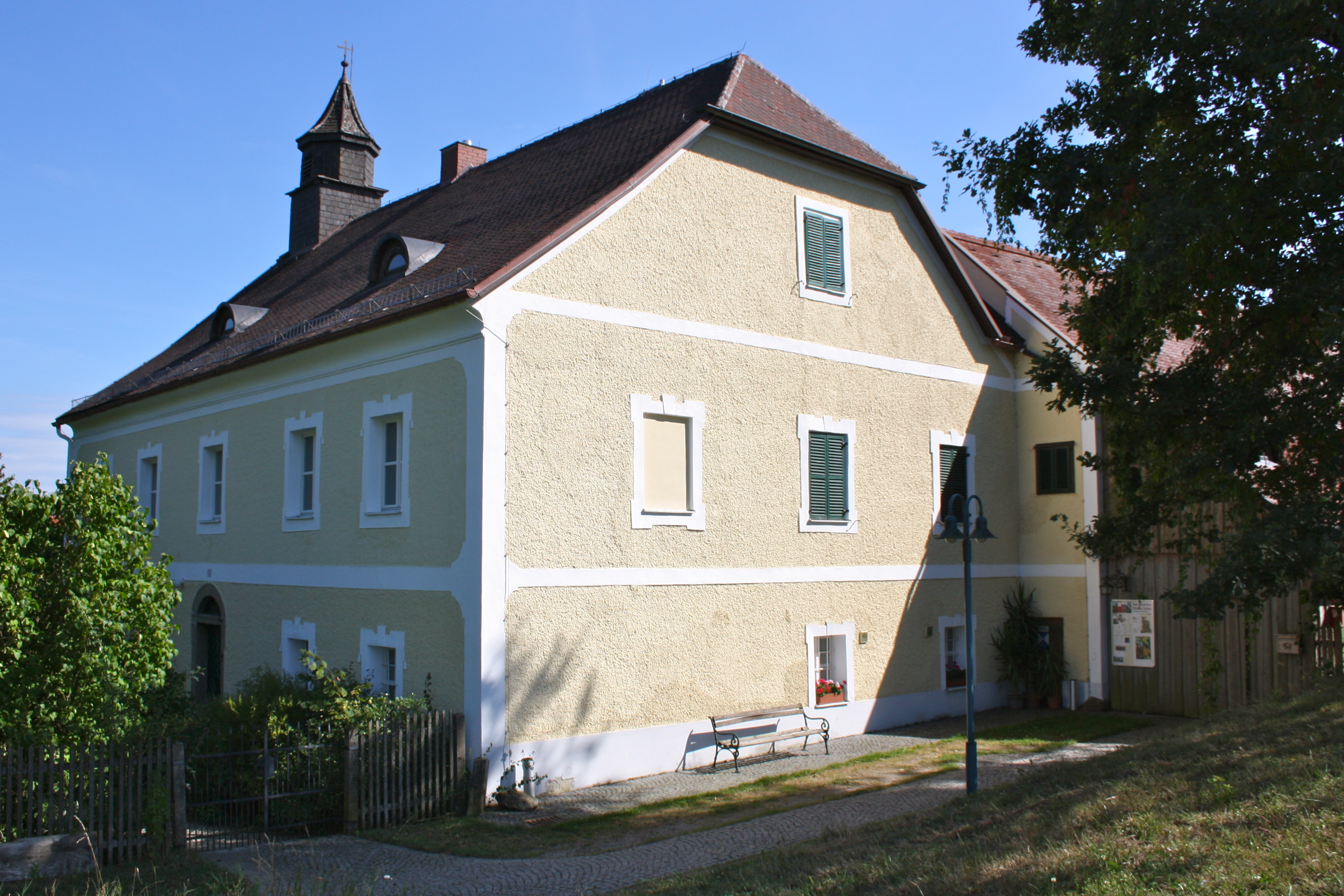
Landgoed Zwickledt

In 1906 vestigde hij zich in een kasteeltje op het landgoed Zwickledt in Opper-Oostenrijk, waar hij levenslang zou blijven wonen en werken, maar hij behield zijn contacten met de avant-garde in München.
In 1909 publiceerde hij zijn fantastische roman Aan gene zijde (Die andere Seite) over het absurde leven in een imaginaire stad, geïllustreerd met tekeningen door hemzelf. Die roman zou grote invloed uitoefenen op Gustav Meyrink (Der Golem) en op Franz Kafka (Das Schloß). Behalve zijn eigen boeken illustreerde hij nog ongeveer zestig boeken, waarbij die van Edgar Allan Poe tot de belangrijkste behoren.
In 1911 richtte hij nog met Wassily Kandinsky, August Macke, Alexej von Jawlensky en Franz Marc de groepering Der Blaue Reiter op, maar hij ging zich daarna alsmaar meer isoleren en zou spoedig contact verliezen met de avant-gardestromingen.
Bij de Anschluss van Oostenrijk bij nazi-Duitsland in 1938 werd zijn werk bij de ‘entartete Kunst’ ingedeeld, maar hij slaagde erin verder te werken en een tentoonstellingsverbod te vermijden. In 1951 wordt hij met de Grote Oostenrijkse Staatsprijs onderscheiden.
Alfred Kubin is een belangrijke kunstenaar van het symbolisme en het expressionisme. Hij maakte ongeveer 30.000 tekeningen, waarvan een belangrijk deel zich bevindt in de Weense Staatlichen Graphischen Sammlung Albertina en in de Sammlung Rudolf Leopold, evenals in Linz in het Oberösterreichisches Landesmuseum. Het Kubin-archief bevindt zich in de Städtische Galerie im Lenbachhaus te München.